# 樅ノ木は残った (1990年のテレビドラマ)
『樅ノ木は残った』（もみのきはのこった）は、1990年1月に日本テレビ系で「新春時代劇スペシャル」として放映されたテレビドラマである｡主演：里見浩太朗。
山本周五郎著の同名小説5回目の映像化作品。1990年1月2日の本放送。1988年まで同局の年末年始の看板大作「年末時代劇スペシャル」の主要出演者だった里見主演として企画されたこともあり、「年末時代劇スペシャル」姉妹編の趣も濃い作品である。

## 概要
1989年、当時の歳末看板大作として定着していた「年末時代劇スペシャル」第5弾『奇兵隊』（主演:松平健）に、同シリーズ開始（1985年）以来、連続出演してきた里見の出演がないことが決まり、里見主演作として別に、年始大作として本作が企画・制作された。
「年末時代劇スペシャル」（当時は2日がかりの前後編放映）1日分にあたる放送枠にて放映され、CM抜きの本編時間は3時間近くに及ぶ、約167分。
同年末に放送された第6弾『勝海舟』（田村正和・田村亮 主演）にも里見は出演しておらず、「新春時代劇スペシャル」第2弾が制作の運びとなり、1991年年始に里見主演作『寛永風雲録』が放映されている。

## キャスト
- 原田甲斐：里見浩太朗
- おくみ：秋吉久美子
- りつ：平淑恵
- 原田帯刀：佐野圭亮
- 伊東七十郎：西郷輝彦
- 伊東采女：新田純一
- 伊東新左衛門：長谷川明男
- 宇乃：喜多嶋舞
- 塩沢丹三郎：青山裕一
- たつ：南田洋子
- 宮本新八：坂上忍
- おみや：野村真美
- 中黒達弥：船越栄一郎
- 成瀬久馬：沖田浩之
- 新妻隼人：勝部演之
- 政右衛門：大門正明
- 雁屋信助：鶴田忍
- 茂庭周防：若林豪
- 柴田外記：佐原健二
- 奥山大学：山田吾一
- 遠山勘解由：本田博太郎
- 古内志摩：白井滋郎
- 里見十左衛門：長門裕之
- 蜂屋六左衛門：山本清
- 宮本又市：山本紀彦
- 渡辺金兵衛：内田勝正
- 渡辺七兵衛：小峰隆司
- 老女鳥羽：三林京子
- 奥山出雲：田中弘史
- 久世大和守：中村嘉葎雄
- 酒井雅楽頭：若山富三郎
- 立花飛騨守：西山辰夫
- 伊達綱宗：堤大二郎
- 三沢はつ：未來貴子
- 伊達亀千代：進藤盛勇
- 伊達安芸：佐藤慶
- 伊達兵部：高橋幸治
- 慶月院：山田五十鈴
- ナレーター：黒沢良

## 脚本について
先述通り、同原作の映像化は数多く、テレビ単発枠でのドラマ化も2度目となる。
原作の脚色は「年末時代劇スペシャル」を第一作から手がけてきた杉山義法が、年末から「移籍」する形で担当した。1988年までの「年末時代劇スペシャル」4作は基本的にオリジナル脚本だったのに対して、今回は原作付きであることが1988年までの年末作品とは異なるが、内容面では「滅びの交響楽」の側面を持っていた4作と本作には近似性があった。
主人公・甲斐の周辺に注目すると、甲斐の側女・おくみの存在感が原作よりも高まっており、秋吉久美子が演じて、事実上のヒロインとして描かれている。

## 本放送結果
本放送日は、テレビ東京系12時間超ワイドドラマ『宮本武蔵』第5部〜第6部との「正面対決」となり、視聴率は残念ながら本作の「惨敗」となっている。作品の質として「評価は高かった」といい、数字面で「誠に不運な結果」「時代劇の同士討ち」とも評された。

## ソフト発売等
本放送翌年、1991年1月にVHS版発売（レンタル有）。DVD版（2枚組）でも2001年1月に発売、2008年12月にはDVD版レンタルも開始されている。
本放送後、早期にソフト発売が行われてもおり、長らく店舗でのレンタルで比較的容易に視聴可能な作品だったが、2020年代にはレンタルソフト市場の縮小が顕著となって、サービス実施店舗が激減しているのが現状のため、ソフト視聴面では、ネットレンタルが現実的な視聴手段となりつつある。
テレビでの再放送としては、地上波以外でBS日テレで再放送履歴があり、CS時代劇専門チャンネルでも度々再放送されている。